# Rudolf Hoschek-Mühlhaimb
Rudolf Hoschek-Mühlhaimb, als Rudolf Freiherr Hoschek von Mühlhaimb (auch Mühlheim) (* 22. August 1887 in Prag; † 25. Dezember 1960 in Wien) war ein österreichischer Sammler und Mäzen. Er bezeichnete sich selbst als Großindustriellen.

## Leben
Hoschek-Mühlhaimb war der Sohn von Rudolf (Wilhelm Herrmann) Freiherr Hoschek von Mühlheimb zu Fürts-Walden und Herbersdorf und dessen Frau Helene Kießwetter.
Hoschek-Mühlhaimb war promovierter Jurist und Kunstsammler. Seine berufliche Karriere begann er als Rechtsanwalt in Graz. Er wohnte zu dieser Zeit im väterlichen Schloss Lustbühel und hatte einen zweiten Wohnsitz in Prag. Später wohnte er im Wiener 13. Bezirk Hietzing. Er importierte Zuckerrübensamen aus Deutschland.
Nach 50 Jahren umfasste seine Grafiksammlung ca. 160.000 Blätter (davon ca. 90.000 Exlibris). Nach seinem Tod wurde die Sammlung verkauft, welche damals als die größte und wertvollste der Welt galt.
Hoschek-Mühlhaimb verfasste auch einige Abhandlungen zu seiner Sammlung der Thematik Exlibris. Er hat zwischen 1914 und 1957 insgesamt 24 Aufsätze in Jahrbüchern und Mitteilungsheften der Österreichischen Exlibris-Gesellschaft veröffentlicht.
Er beantragte am 2. Juni 1938 die Aufnahme in die NSDAP und wurde rückwirkend zum 1. Mai desselben Jahres aufgenommen (Mitgliedsnummer 6.133.154). Der überzeugte Nationalsozialist war förderndes Mitglied der SS, des NSRB und des NSRL. Hoschek-Mühlhaimb hatte sich sofort nach dem „Umbruch auf Grund früherer illegaler Tätigkeit“ freiwillig zu Partei-Dienstleistungen gemeldet. Nach dem Anschluss Österreichs im März 1938 richteten die Nationalsozialisten in der niederösterreichischen Landeslandwirtschaftskammer eine zentrale kommissarische Leitung für angeblich von jüdischen Pächtern oder Eigentümern verlassene Betriebe und Unternehmen im Rahmen der Arisierung ein, die Hoschek-Mühlhaimb unterstand.